# Dìjiǔtiāncháng
Dìjiǔtiāncháng è un film del 2019 diretto da Wang Xiaoshuai.

## Riconoscimenti
- 2019 - Festival internazionale del cinema di Berlino
  - Orso d'argento per il miglior attore a Wang Jingchun
  - Orso d'argento per la migliore attrice a Yong Mei